# 国鉄6120形蒸気機関車

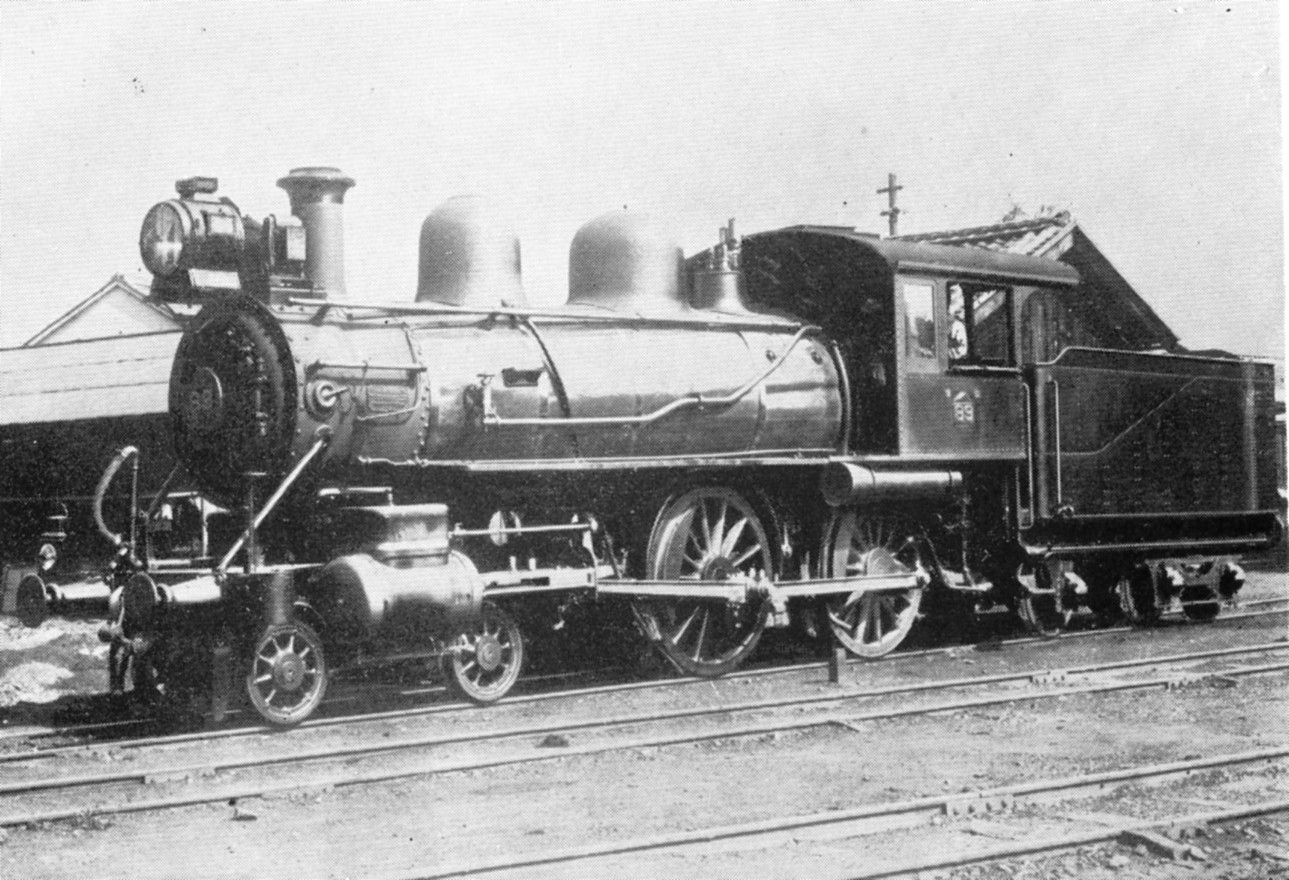
山陽鉄道 89（後の鉄道院 6121）

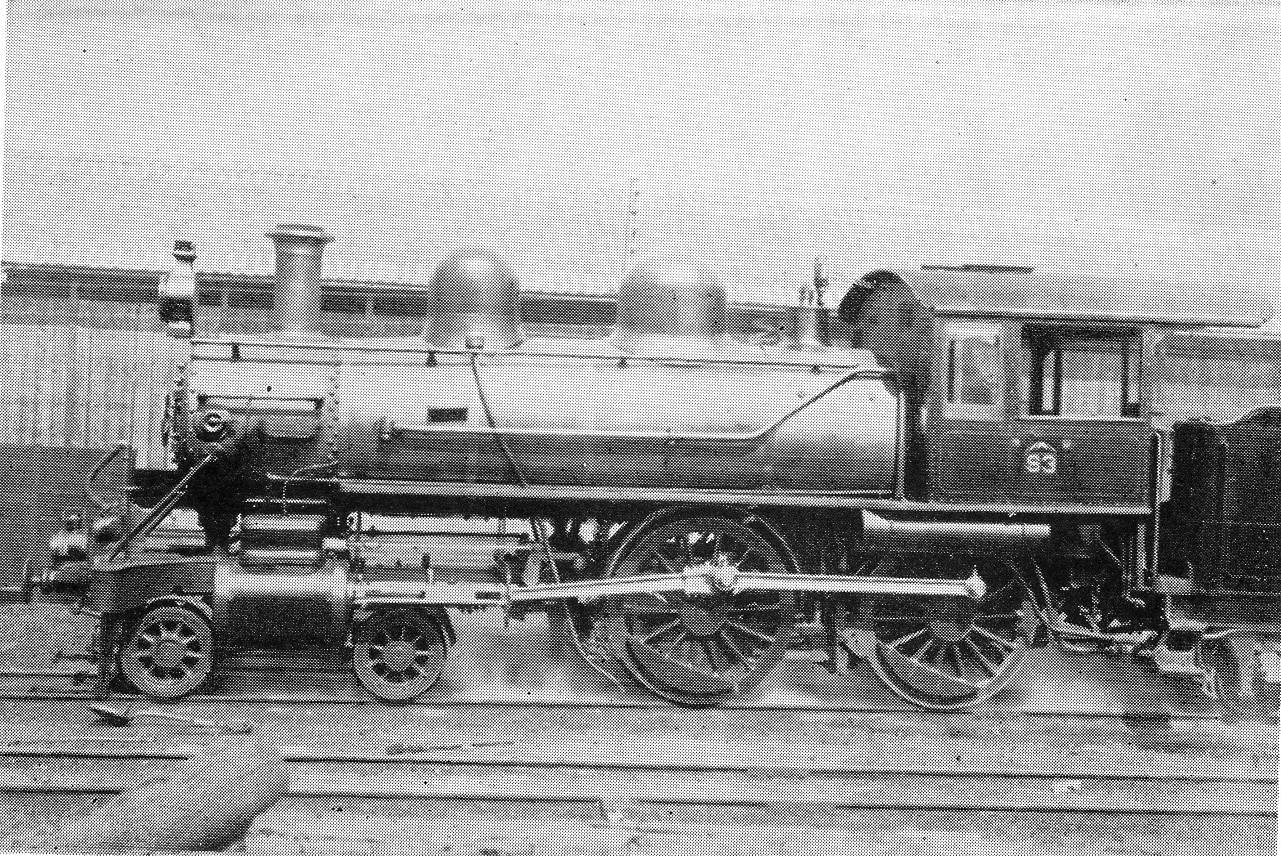
山陽鉄道 93（後の鉄道院 6050）

6120形は、かつて日本国有鉄道の前身である鉄道院・鉄道省に在籍したテンダ式蒸気機関車である。

## 概要
元は、山陽鉄道が1900年（明治33年）にアメリカのスケネクタディ社で8両（製造番号5688 - 5695）を製造した、車軸配置4-4-0(2B)、2気筒単式の飽和式テンダ機関車である。山陽鉄道での形式は16形、番号は88 - 95であった。1906年（明治39年）、山陽鉄道は国有化されたが、しばらくは山陽鉄道時代の形式番号で使用された。その後、1909年（明治42年）には鉄道院の車両形式称号規程が制定され、本形式のうち7両は6120形（6120 - 6126）に改められた。
本形式のうち1両（93）は、国有化直前の1906年に自社兵庫工場でシリンダの改造（弁室のピストンバルブ化）を受け33形（番号は不変）となり、国有化にともなって6050形（6050）とされている。
本形式は、12形（後の鉄道院5900形、13形（後の鉄道院5950形）とともに5フィート(1524mm)径の動輪を持つ急行列車牽引用機関車で、前出の2形式よりもやや大型であった。また、基本的なプラクティスは鉄道院5700形に準じており、形態も似通っている。ボイラーは、上辺が水平なストレートトップ型となり、第1缶胴上に砂箱を、第2缶胴上に蒸気ドーム、火室上に台座を設けて安全弁を設置しており、テンダは片ボギーの三軸タイプである。本形式の使用成績は良好であったと見え、山陽鉄道では自社で本形式を模倣した17形、25形（後の鉄道院6100形）を製造している。
6120形の国有化後は、糸崎、山田（伊勢市）、大津に分散し、山陽本線の岡山・糸崎間、東海道本線の米原・大津間、草津線、参宮線で区間列車用として使用されたが、後に岡山を経由して米子に集結し、山陰本線で使用された。1924年（大正13年）から翌年にかけて、全車がタンク機関車に改造され、1060形（1060 - 1066）となり消滅した。
6050形については、岡山・広島間で使用された後、関西本線に移り、1922年（大正11年）に廃車された。

## 主要諸元
6120形の諸元を示す。
- 全長：14,396mm
- 全高：3,719mm
- 全幅：2,565mm
- 軌間：1,067mm
- 車軸配置：4-4-0(2B)
- 動輪直径：1,524mm
- 弁装置：スチーブンソン式アメリカ型
- シリンダー（直径×行程）：394mm×610mm
- ボイラー圧力：13.4kg/cm2
- 火格子面積：1.46m2
- 全伝熱面積：97.7m2
  - 煙管蒸発伝熱面積：89.5m2
  - 火室蒸発伝熱面積：8.2m2
- ボイラー水容量：4.0m3
- 小煙管（直径×長サ×数）：45mm×3,270mm×196本
- 機関車運転整備重量：37.06t
- 機関車空車重量：33.35t
- 機関車動輪上重量（運転整備時）：23.85t
- 機関車動輪軸重（第1動輪上）：12.06t
- 炭水車重量（運転整備）：25.75t
- 炭水車重量（空車）：13.31t
- 水タンク容量：9.06m3
- 燃料積載量：2.54t
- 機関車性能
  - シリンダ引張力：7,080kg
- ブレーキ装置：手ブレーキ、真空ブレーキ

## 1060形
6120形を1924年および1925年にタンク機関車に改造したものである。その際、煙突はパイプ式に改められ、蒸気ドームと安全弁の間の狭いスペースに砂箱が増設された。増設された側水槽の容量は大きくないが、その代りに後部水槽が増強され、他のタンク化改造機が1軸で受けたのに対して、内側台枠式の2軸ボギー台車となっている。改造はすべて鷹取工場で、改造年と新旧番号の対象は次のとおりである。
- 1924年（4両）
  - 1060 ← 6120
  - 1061 ← 6125
  - 1062 ← 6126
  - 1063 ← 6121
- 1925年（3両）
  - 1064 ← 6123
  - 1065 ← 6124
  - 1066 ← 6122

改造後は片町線で使用されたが、晩年は姫路や鷹取で入換専用に使用された。廃車は1934年（昭和9年）から1936年（昭和11年）にかけて行われ、全車が解体された。

### 主要諸元
- 全長：11609mm
- 全高：3727mm
- 全幅：2565mm
- 軌間：1067mm
- 車軸配置：4-4-4(2B2)
- 動輪直径：1524mm
- 弁装置：スチーブンソン式アメリカ型
- シリンダー（直径×行程）：394mm×610mm
- ボイラー圧力：12.0kg/cm2
- 火格子面積：1.46m2
- 全伝熱面積：88.7m2
  - 煙管蒸発伝熱面積：80.5m2
  - 火室蒸発伝熱面積：8.2m2
- ボイラー水容量：4.0m3
- 小煙管（直径×長サ×数）：45mm×3270mm×196本
- 機関車運転整備重量：55.05t
- 機関車空車重量：43.52t
- 機関車動輪上重量（運転整備時）：27.21t
- 機関車動輪軸重（第2動輪上）：13.76t
- 水タンク容量：5.4m3
- 燃料積載量：2.0t